# Різанина у Хамі (1982)
35°08′ пн. ш. 36°45′ сх. д. / 35.13° пн. ш. 36.75° сх. д.
Різанина у Хамі (араб. مجزرة حماة) відбулася у лютому 1982 року, коли сирійська арабська армія та воєнізовані сили оборонних компаній за наказом президента Хафеза аль-Асада на 27 днів взяли в облогу місто Хама, щоб придушити повстання Братів-мусульман проти уряду баасистів. Повстання, розпочате у 1976 році групами мусульман-сунітів, включаючи Братів-мусульман, було жорстоко придушене під час антисунітської різанини в Хамі, здійсненої Сирійською арабською армією та алавітськими ополченнями під командуванням генерала Ріфаата аль-Асада.
Перед початком операції Хафез аль-Асад віддав наказ ізолювати Хаму від зовнішнього світу; фактично запровадивши блокування ЗМІ, цілковите припинення зв'язку, електроенергії та постачання продовольства до міста на місяці. У перших дипломатичних звітах західних країн говорилося про 1000 убитих. Подальші оцінки відрізняються, причому нижчі оцінки повідомляють про щонайменше 10 000 смертей, тоді як інші вказують на 20 000 (Роберт Фіск) або 40 000 (Сирійський комітет з прав людини та SNHR). Різанина залишається «найбільш смертоносним актом» насильства, вчиненого арабською державою проти власного населення в історії сучасного Близького Сходу.
Майже дві третини міста було зруйновано під час військової операції баасистів. Роберт Фіск, який був присутній у Хамі під час різанини, повідомив, що невибіркове бомбардування зрівняло більшу частину міста з землею і що переважна більшість жертв були цивільними. Патрік Сіл у репортажі для «The Globe and Mail», описав операцію як «двотижневу оргію вбивств, руйнування та грабунку», яка знищила місто та вбила щонайменше 25 000 жителів.
Подія була описана як «геноцидна різанина», що була мотивована міжконфесійною ворожнечею проти сунітської громади Хами. Пам'ять про різанину залишається важливим аспектом сирійської культури і викликає сильні емоції серед сирійців донині.

## Нотатки
1. ↑  Sources:[13][14][15][16]